# Konstantin Andreevič Thon
Konstantin Andreevič Thon (in russo Константин Андреевич Тон?; San Pietroburgo, 26 ottobre 1794 – San Pietroburgo, 10 dicembre 1881) è stato un architetto russo, architetto ufficiale dell'Impero russo durante il regno di Nicola I. Tra le sue opere principali si ricordano la Cattedrale di Cristo Salvatore, il Gran Palazzo del Cremlino e l'Armeria del Cremlino di Mosca.

## Gli inizi
Konstantin nato a San Pietroburgo nella famiglia di un gioielliere tedesco, fu uno dei tre fratelli Thon divenuti famosi architetti. 
Studiò all'Accademia Russa di Belle Arti di San Pietroburgo tra il 1803 ed il 1815, seguendo l'architetto Andrej Voronichin - riconducibile allo Stile Impero - noto principalmente per il suo lavoro nella Cattedrale di Kazan', situata proprio al centro della Prospettiva Nevskij.
Studiò l'arte italiana a Roma dal 1819 al 1828; al suo ritorno in Russia, venne dapprima ammesso all'Accademia come membro (nel 1830) e, dal 1833, come professore. Nel 1854 venne nominato rettore della divisione di architettura dell'accademia.
Thon attrasse inizialmente l'attenzione del pubblico con il sontuoso progetto per gli interni dell'edificio dell'Accademia, lungo gli argini della Neva. Nel 1827, presentò allo zar il proprio progetto per la chiesa di Santa Caterina sul Canale Obvodnyi, la prima opera del bizantino-russo. Nicola I, che non era soddisfatto della predominanza del Neoclassico nell'architettura pubblica russa, sottolineò che "I russi hanno le proprie grandi tradizioni artistiche e non hanno bisogno di inchinarsi davanti a Roma". Il progetto di Thon sarebbe divenuto un modello di riferimento per numerose altre chiese di San Pietroburgo e di tutta la Russia.

## Il Revival Russo-Bizantino

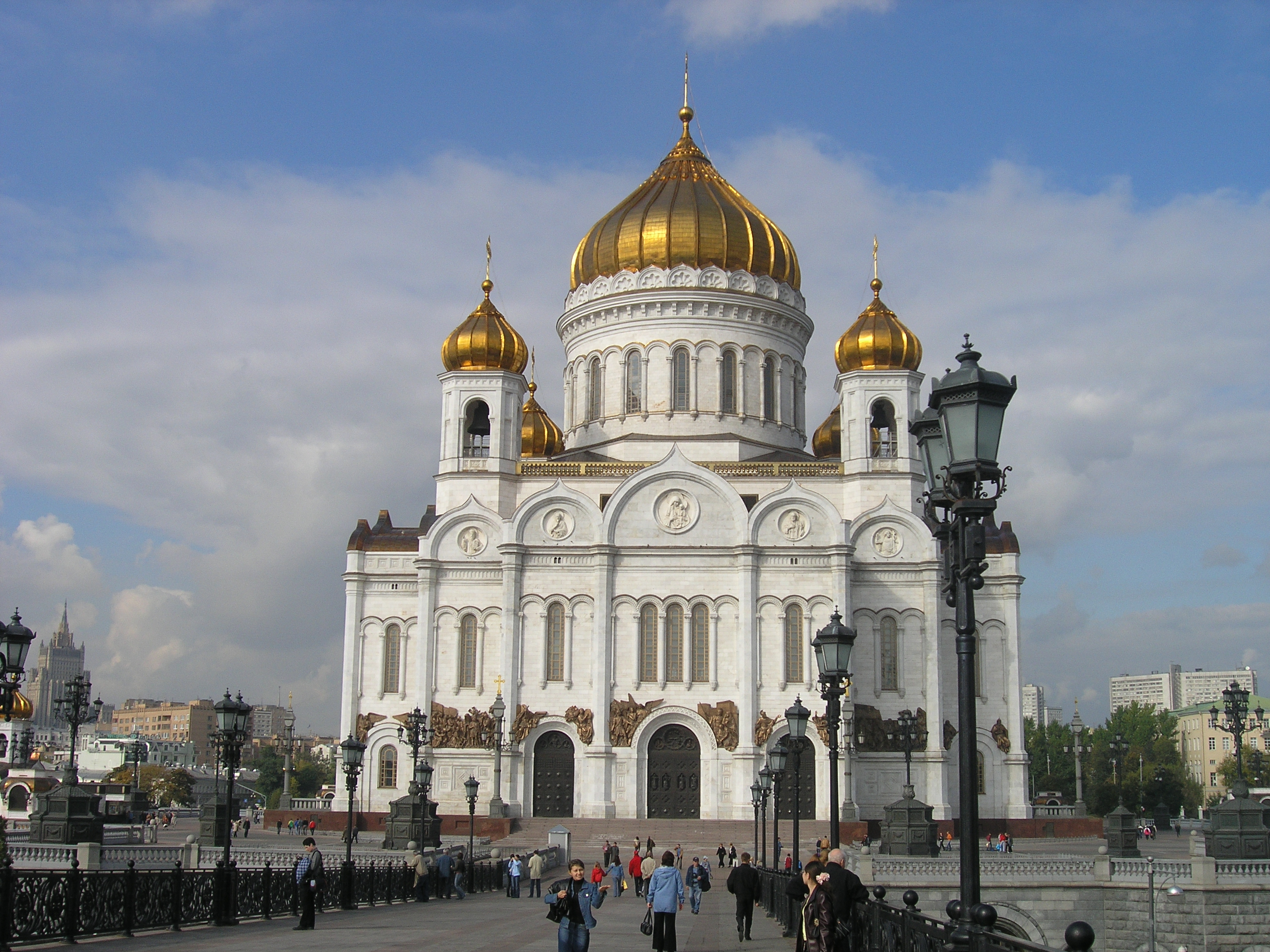
Cattedrale di Cristo Salvatore.

Nel 1830 Thon completò il disegno del suo progetto più ambizioso, la Cattedrale di Cristo Salvatore in Mosca. Lo stile russo-bizantino di questo edificio, che intendeva sottolineare la somiglianza tra la nuova chiesa e le antiche cattedrali del Cremlino di Mosca, dispiacque a molti fedeli in attesa di una cattedrale costruita secondo il più severo Neoclassicismo. Ciononostante, l'imperatore approvò il progetto di Thon, che avrebbe insieme ai suoi allievi seguito i lavori della cattedrale per i cinquant'anni a seguire, fino alla morte sopravvenuta nel 1881.
Tra il 1836 ed il 1842, Thon supervisionò la costruzione di un'altra poderosa chiesa dagli interni spaziosi: la chiesa della Presentazione al Tempio per il reggimento Semenovsy, a San Pietroburgo. Seguirono a questo progetto dozzine di disegni per chiese in Revival russo-bizantino e cattedrali da costruire nelle città di provincia: si ricordano le cattedrali di Sveaborg, Elec, Tomsk, Rostov sul Don e Krasnojarsk. Alcuni dei suoi progetti revival furono raccolti nel 1836 nell'Album di Modelli per Progetti di Chiese.
Tra il 1838 e il 1851 Thon fu impegnato nella costruzione del Gran Palazzo del Cremlino e dell'Armeria del Cremlino a Mosca. Il grandioso palazzo, famoso per i suoi interni opulenti e le 700 tra stanze e sale, era destinato a simboleggiare la grandiosità della nazione Russa. Si tratta di un progetto audace che incorpora anche porzioni di strutture preesistenti sul posto. Il palazzo ospitò nel corso dei secoli gli Zar, i governanti Sovietici e i Presidenti della Federazione Russa. Nello stesso arco temporale, Thon recuperò l'abbandonata Tenuta di Izmajlovo, trasformandola in ospizio per i veterani delle Guerre Napoleoniche.

## Gli ultimi anni
Le ultime importanti commesse per Thon riguardarono principalmente le Stazioni di Mosca e San Pietroburgo per la linea ferroviaria congiungente le due città (1849-51). Nei disegni per le nuove stazioni l'architetto sperimentò alcune delle più recenti tecnologie costruttive. Nonostante l'abbondanza di metallo utilizzato nella costruzione, le facciate in stile veneziano e le torri dell'orologio in stile medievale mascherano abilmente la modernità della loro funzione. Entrambi gli edifici, sebbene in larga parte ricostruiti, sono tuttora esistenti.
Dopo la morte del suo mecenate, lo Zar, la salute cagionevole di Thon impedì all'architetto di lavorare su altri progetti che non fossero la grande cattedrale di Mosca. Morì a San Pietroburgo nel 1881.
Durante il corso della sua vita i più radicali dei suoi contemporanei, come Alexander Herzen, avevano liquidato la sua architettura come la "manifestazione reazionaria del comando del tiranno". Le autorità Sovietiche, etichettando le chiese di Thon come "brutte cassettiere", abbatterono molte sue opere, tra cui tutte le sue chiese a San Pietroburgo e la cattedrale del Cristo Salvatore. La fine dell'epoca sovietica è stata seguita da un rinnovato interesse verso il lavoro del maestro del "revival" russo-bizantino.